# Pablo Alicea
Pablo Alicea, né le 4 juillet 1974 à Santurce, à Porto Rico, est un joueur portoricain de basket-ball. Il évolue durant sa carrière au poste de meneur.

## Palmarès
- Champion des Amériques 1989, 1995
- Vainqueur des Jeux panaméricains de 1991